# Варшавское сельское поселение
Варшавское се́льское поселе́ние — муниципальное образование в Карталинском районе Челябинской области Российской Федерации. В рамках административно-территориального устройства муниципальное образование  соответствует административно-территориальной единице Варшавский сельсовет.

Административный центр — посёлок Варшавка.

## История
Статус и границы сельского поселения установлены Законом Челябинской области от 17 сентября 2004 года № 275-ЗО «О статусе и границах Карталинского муниципального района, городского и сельских поселений в его составе»

## Население
| 2002  | 2010  | 2011  | 2012  | 2013  | 2014  | 2015  |
| ----- | ----- | ----- | ----- | ----- | ----- | ----- |
| 1650  | ↘1629 | ↘1625 | ↘1615 | ↘1563 | ↘1537 | ↘1529 |
| 2016  | 2017  | 2018  | 2019  | 2020  | 2021  |       |
| ↘1503 | ↘1493 | ↘1450 | ↘1423 | ↘1395 | ↘1370 |       |

## Состав сельского поселения
| № | Населённый пункт | Тип населённого пункта          | Население |
| - | ---------------- | ------------------------------- | --------- |
| 1 | Варшавка         | посёлок, административный центр | ↗1059     |
| 2 | Красный Яр       | посёлок                         | ↘301      |
| 3 | Некрасово        | посёлок                         | ↗269      |